# Pedinopistha
Pedinopistha là một chi nhện trong họ Philodromidae.